# 3 Inches of Blood

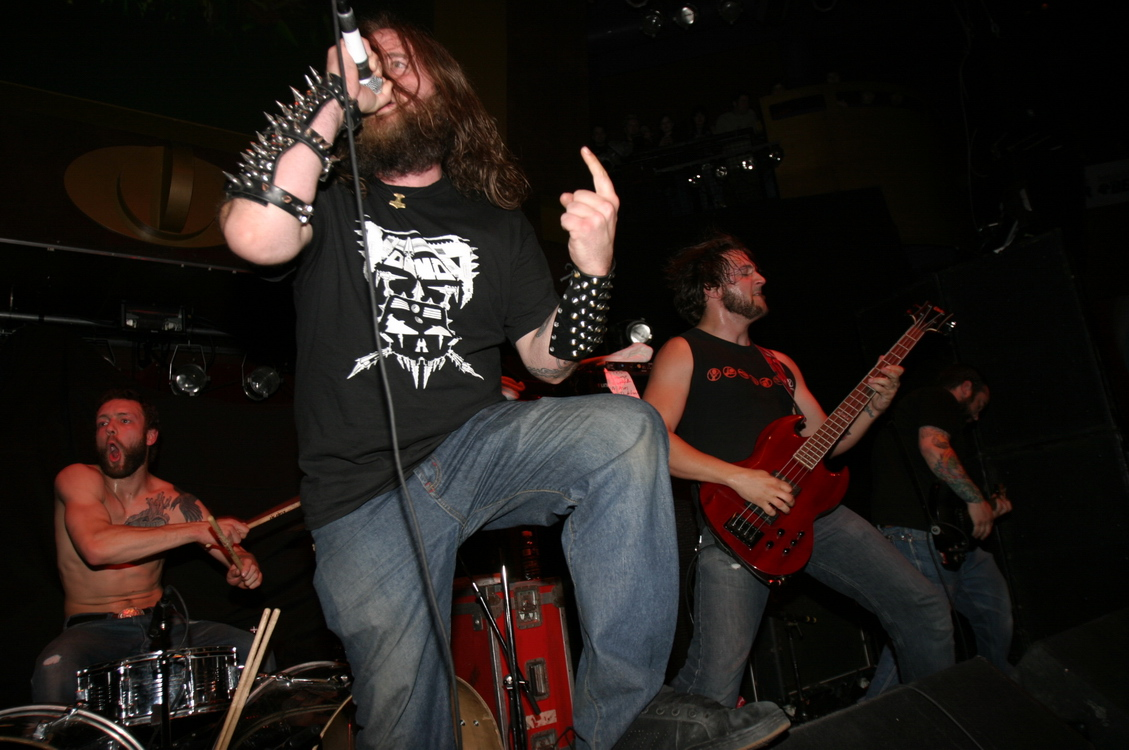
3 Inches of Blood

3 Inches of Blood is een Canadese heavymetalband.

## Biografie
3 Inches Of Blood werd in 2000 opgericht in Vancouver en speelde van begin af aan al heavy metal, te vergelijken met legendarische bands als Running Wild en Judas Priest. In 2002 werd zanger Cam Pipes aan de band toegevoegd, die voor een uniek stemgeluid zorgde. Datzelfde jaar bracht de band het debuutalbum Battlecry Under A Wintersun uit op het label Teenage Rampage. Doordat de band met The Darkness meeging op toer ging de release van dat album niet onopgemerkt voorbij. Door deze aandacht en veel lovende kritieken werd een contract bij het grote metallabel Roadrunner Records afgedwongen. Dankzij een grote promotiecampagne en het gratis beschikbaar stellen van het nummer Deadly Sinners als download wist de band wereldwijd aandacht te trekken. De eerste versie van het nummer (de uiteindelijke versie wordt sneller gespeeld) werd ook gebruikt op het computerspel Tony Hawk's Underground 2 wat een enorme mediahype opleverde. Mede hierdoor verkocht het in 2004 uitgebrachte album Advance And Vanquish erg goed.
Door de combinatie van de excentrieke zangstijl (vergelijkbaar met die van Rob Halford) en de vaak ongebruikelijke kleding (niet als heavy metal bestempeld) wordt weleens gedacht dat 3 Inches Of Blood een parodie is. Desondanks weten ze vaak te overtuigen door hun live-shows en wordt hun album Advance And Vanquish door kenners bestempeld als een van de beste metalalbums van 2004.

## Bandbezetting
- Cam Pipes - zang (ex-Allfather)
- Jamie Hooper - zang
- Brian Redman - basgitaar
- Alexei Rodriguez - drums (ex-Walls of Jericho)
- Justin Hagberg - gitaar (ook in Allfather)
- Shane Clark - gitaar (ook in Ten Miles Wide, The Almighty Punchdrunk)

## Vroegere leden
- Jay Watts - gitaar (2000-2001)
- Geoff Trawick - drums (2000-2004)
- Rich Trawick - basgitaar (2000-2005)
- Sunny Dhak - gitaar (2000-2005)
- Bobby Froese - gitaar (2000-2005)
- Matt Wood - drums (2004-2005)

## Discografie

### Albums
- Battlecry Under A winter Sun - Teenage Rampage, 2002
- Advance And Vanquish - Roadrunner Records, 2004
- Fire Up The Blades - Roadrunner Records, 2007
- Here Waits Thy Doom - Century Media, 2009
- Long Live Heavy Metal -

Century Media, 2012

### Mini-album
- 3 Inches Of Blood - eigen beheer, 2001

### Singles
- Destroy The Orcs - Teenage Rampage, 2003
- Ride Darkhorse, Ride - Teenage Rampage, 2003
- Deadly Sinners - Roadrunner Records, 2005